# Ironclad (filme)
Ironclad (br: Sangue e Honra/pt: O Último Reduto) é um filme de ação e aventura dirigido e escrito por Jonathan English e Erick Kastel; sobre a Primeira Guerra dos Barões (1215-1217). É estrelado por James Purefoy, Brian Cox e Paul Giamatti, tendo sido lançado em 4 de março de 2011.
Ironclad foi filmado em 2009 no País de Gales
No Brasil, o filme foi lançado e distribuído pela Imagem Filmes.

## Elenco
- James Purefoy...Thomas Marshal
- Brian Cox...William d'Aubigny
- Kate Mara...Lady Isabel
- Derek Jacobi...Reginald de Cornhill (xerife)
- Paul Giamatti...Rei João I
- Charles Dance...Stephen Langton, Arcebispo da Cantuária
- Jason Flemyng...Becket
- Jamie Foreman...Coteral
- Mackenzie Crook...Marks
- Rhys Parry Jones...Wulfstan
- Aneurin Barnard...Guy
- Vladimir Kulich...Tiberius
- David Melville...Baron Darnay
- Annabelle Apsion...Maddy
- Steffan Rhodri...Cooper
- Daniel O'Meara...Phipps
- Bree Condon...Agnes

## Sinopse
Em 1215, os barões ingleses, apoiados pelos Templários, pressionam o Rei João a assinar a Magna Carta - um documento que reduzia o poder dos monarcas. Entretanto, pouco tempo após assinar o documento, o Rei João volta atrás e contrata um exército de mercenários dinamarqueses para retomar seu poder na Inglaterra. João Sem Terra tenta pôr em práticas seus planos, dando origem à Primeira Guerra dos Barões, mas tem como grande obstáculo o imponente Castelo de Rochester, onde os templários estão refugiados e não pretendem se render.